# Österreichischer Exportpreis
 Der Österreichische Exportpreis wird seit 1994 jährlich gemeinsam von der Wirtschaftskammer Österreich, Außenwirtschaft Austria und dem Bundesminister für Wirtschaft für herausragende Leistungen österreichischer Unternehmen auf internationalen Märkten verliehen.
Der Exportpreis wird in sechs Hauptkategorien vergeben: Gewerbe & Handwerk, Handel, Industrie, Information & Consulting, Tourismus & Freizeitwirtschaft, Transport & Verkehr. Der Sonderpreis Global Player Award wird an österreichische Unternehmen verliehen, die durch ihre starke Stellung am Weltmarkt, ihre Pionierleistungen, ihre Nachhaltigkeit oder ihre Leistungen für die Internationalisierung eine Vorbildstellung einnehmen. Der Sonderpreis Born Global Champions Award zeichnet hingegen herausragende Start-ups und Scale-ups aus.
In jeder Hauptkategorie sowie im Rahmen des Sonderpreises Born Global Champions Award werden jeweils ein Exportpreis in Gold, in Silber und in Bronze vergeben. Ein eigener Nachhaltigkeitspreis, der Global EcoVision Award, wurde bis 2023 vergeben, ein Expat-Preis für Manager österreichischer Unternehmen im Ausland ebenfalls bis 2023.

## Preisträger in Gold
- 2020:[6]
  - Gewerbe & Handwerk: Next Generation Recyclingmaschinen
  - Handel:  Lenus Pharma
  - Industrie: AT&S
  - Information & Consulting: Ames - Aerospace and Mechanical Engineering Services
  - Tourismus & Freizeitwirtschaft: Ars Electronica
  - Transport & Verkehr: Prangl
  - Global Player Award: Lenzing
  - Expat Award: Josef Ullmer, President Director von Andritz Hydro Indonesien
  - Global EcoVision Award: Fronius International

- 2021:[7]
  - Gewerbe & Handwerk: Frauscher Sensortechnik
  - Handel:  niceshops
  - Industrie: EREMA
  - Information & Consulting: GoStudent
  - Transport & Verkehr: Gebrüder Weiss
  - Global Player Award: Palfinger
  - Expat Award: Günter Hörtler, Director von Plasser Far East
  - Global EcoVision Award: Binderholz

- 2022:[8]
  - Gewerbe & Handwerk: IONICON
  - Handel: APV-Technische Produkte
  - Industrie: Mondi Frantschach
  - Information & Consulting: PJ Monitoring
  - Transport & Verkehr:  ACS Logistics
  - Global Player Award: Vamed
  - Expat Award: Susanne Zhang-Pongratz, CEO von Getzner Materials China/Hongkong
  - Global EcoVision Award: Global Hydro Energy

- 2023:[5]
  - Gewerbe & Handwerk: EV Group
  - Handel: Institut AllergoSan
  - Industrie: Hasslacher
  - Information & Consulting: Cropster
  - Tourismus & Freizeitwirtschaft: Schloß Schönbrunn Kultur- und Betriebsgesellschaft
  - Transport & Verkehr: Cargo-Partner
  - Global Player Award: Wienerberger
  - Expat Award: Franziska Brandl, Managing Director von KTM Motorcycles Südafrika
  - Global EcoVision Award: AVL List

- 2024:[9]
  - Gewerbe & Handwerk: siconnex customized solution
  - Handel: Englisch Dekor
  - Industrie: Künz
  - Information & Consulting: Plaion
  - Tourismus & Freizeitwirtschaft: Imlauer Hotel & Restaurant
  - Transport & Verkehr: Vega International Car Transport & Logistic Trading
  - Global Player Award: Anton Paar

- 2025:[4]
  - Gewerbe & Handwerk: Kostwein Maschinenbau
  - Handel: ISOLED FIAI
  - Industrie: Traktionssysteme Austria
  - Information & Consulting: Anexia
  - Tourismus & Freizeitwirtschaft: Tiergarten Schönbrunn
  - Transport & Verkehr: Beat the Street Jörg Philipp Touring Service
  - Global Player Award: Knapp
  - Born Global Champions Award: Senseven